# Lars Christian Grabbe

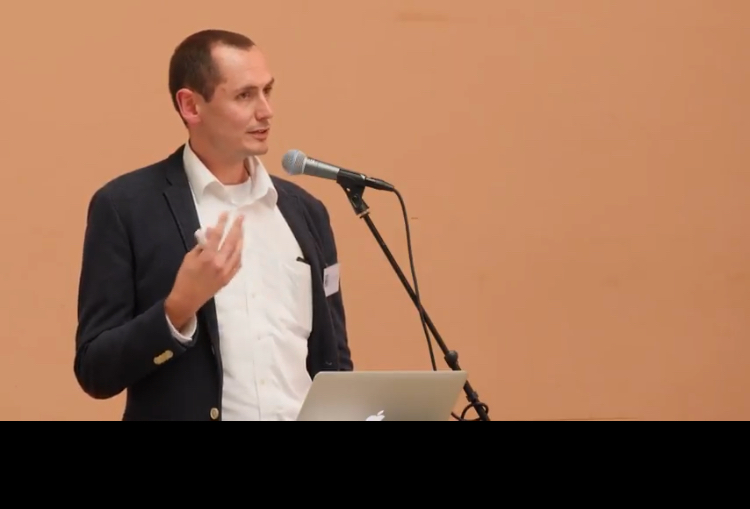
Lars Christian Grabbe (Vortrag in Weimar, 2018)

Lars Christian Grabbe (* 17. Juni 1978 in Husum, Kreis Nordfriesland) ist ein deutscher Medientheoretiker, Philosoph und Professor. Seit 2017 lehrt und forscht er im Kontext einer Theorie der Wahrnehmung, Kommunikation und Medien an der MSD – Münster School of Design der FH Münster. Seit April 2022 übernimmt er dort das gewählte Amt eines Dekans.

## Leben
Grabbe studierte von 2000 bis 2005 an der Christian-Albrechts-Universität zu Kiel Philosophie, Soziologie und Neuere deutsche Literatur- und Medienwissenschaft. Als wissenschaftlicher Mitarbeiter war er von 2005 bis 2011 am IFT-Nord (Institut für Therapie- und Gesundheitsforschung) in Kiel mit einem medienwissenschaftlichen und mediensoziologischen Schwerpunkt tätig. Im Jahr 2011 promovierte er zum Doktor der Philosophie bei Klaus Sachs-Hombach an der TU Chemnitz mit der Arbeit „Georg Simmels Objektwelt. Verstehensmodelle zwischen Geschichtsphilosophie und Ästhetik“. Er war von 2010 bis 2017 Lehrbeauftragter für Theorie und Geschichte symbolischer Formen am Fachschwerpunkt Ästhetik der Muthesius Kunsthochschule in Kiel und vertrat dort zudem Norbert M. Schmitz und dessen Professur semesterweise zwischen 2011 und 2012 sowie 2015 und 2016. Nach einer Tätigkeit als Verlagsredakteur zwischen 2012 und 2013 wechselte er als Dozent in 2014 an die MSD – Münster School of Design, wo er bis zu seiner Berufung im Jahr 2017 bereits als Vertretungsprofessor lehrte und forschte.

## Forschung
Ausgangspunkt für Grabbes Forschung ist die Frage nach den Bedingungen der Möglichkeit von Medialität, wobei er sich besonders für das Verhältnis aus Technologie, Wahrnehmungsdynamik und Zeichenhaftigkeit interessiert. Als Gründungsmitglied (2011) der Forschungsgruppe Bewegtbildwissenschaft Kiel/Münster (neben Norbert M. Schmitz und Patrick Rupert-Kruse) organisierte Grabbe zehn Fachkonferenzen und engagierte sich an der Entwicklung und Umsetzung der Buchreihen des Büchner-Verlags Bewegtbilder und Yearbook of Moving Image Studies sowie der an artistic research interessierten Buchreihe Welt|Gestalten (zusammen mit Oliver Ruf). Grabbe ist zudem Mitglied in mehreren akademischen Fachgesellschaften, wobei er hier vor allem innerhalb des Vorstands der Gesellschaft für interdisziplinäre Bildwissenschaft (GIB) aktiv ist. Am 28. Juni 2025 wurde er zum Vorstandsvorsitzenden der GIB gewählt.
Grabbes Forschungsschwerpunkte liegen an der Schnittstelle von Medientheorie, Ästhetik und Wahrnehmungs- sowie Rezeptionsforschung. Besondere Themen, mit denen eine erweiterte Beschäftigung stattgefunden hat, sind Phänosemiose und Multisensorische Wahrnehmung, Bildtheorie und Bewegtbildwissenschaft (Filmwissenschaft), Kommunikationstheorie, Immersive Mediensysteme (VR, AR, MR), Semiotik, Phänomenologie sowie Kunst- und Designtheorie. Als Publizist bilden zudem die Pragmatik der Medien und das Medienmanagement ein spezifisches Arbeitsgebiet.

## Publikationen (Auswahl)
- Analytische Phänosemiose. Systematische Medientheorie zwischen Wahrnehmung, Technologie und Zeichen. Büchner-Verlag, Marburg 2021.
- Bildmodi. Der Multimodalitätsbegriff aus bildwissenschaftlicher Perspektive. Hg. von Lars C. Grabbe, Patrick Rupert-Kruse und Norbert M. Schmitz. Büchner-Verlag, Marburg 2021.
- Eric McLuhan: Media Ecology in the XXI Century. Hg. von Lars C. Grabbe, Oliver Ruf und Tobias Held. Büchner-Verlag, Marburg 2021.
- Bildgestalten. Topographien medialer Visualität. Hg. von Lars C. Grabbe, Patrick Rupert-Kruse und Norbert M. Schmitz. Büchner-Verlag, Marburg 2020.
- Technobilder. Medialität, Multimodalität und Materialist in der Technosphäre. Hg. von Lars C. Grabbe, Patrick Rupert-Kruse und Norbert M. Schmitz. Büchner-Verlag, Marburg 2019.
- Image Evolution. Technological Transformations of Visual Media Culture. Hg. von Lars C. Grabbe, Patrick Rupert-Kruse und Norbert M. Schmitz. Yearbook of Moving Image Studies (YoMIS). Büchner-Verlag, Marburg 2019.
- Immersion – Design – Art: Revisited. Transmediale Formprinzipien neuzeitlicher Kunst und Technologie. Hg. von Lars C. Grabbe, Patrick Rupert-Kruse und Norbert M. Schmitz. Büchner-Verlag, Darmstadt 2018.
- Image Temporality. Time, Space and Visual Media. Hg. von Lars C. Grabbe, Patrick Rupert-Kruse und Norbert M. Schmitz. Yearbook of Moving Image Studies (YoMIS). Büchner-Verlag, Darmstadt 2017.
- Bildverstehen. Spielarten und Ausprägungen der Verarbeitung multimodaler Bildmedien. Hg. von Lars C. Grabbe, Patrick Rupert-Kruse und Norbert M. Schmitz. Büchner-Verlag, Darmstadt 2017.
- Image Embodiment. New Perspectives of the Sensory Turn. Hg. von Lars C. Grabbe, Patrick Rupert-Kruse und Norbert M. Schmitz. Yearbook of Moving Image Studies (YoMIS). Büchner-Verlag, Darmstadt 2016.
- Bildkörper. Zum Verhältnis von Bildtechnologien und Embodiment. Hg. von Lars C. Grabbe, Patrick Rupert-Kruse und Norbert M. Schmitz. Büchner-Verlag, Darmstadt 2015.
- Cyborgian Images. The Moving Image between Apparatus and Body. Hg. von Lars C. Grabbe, Patrick Rupert-Kruse und Norbert M. Schmitz. Yearbook of Moving Image Studies (YoMIS). Büchner-Verlag, Darmstadt 2015.
- Georg Simmels Objektwelt. Verstehensmodelle zwischen Geschichtsphilosophie und Ästhetik. Zugl.: Dissertation Technische Universität Chemnitz. ibidem, Stuttgart 2011.